# ソウルシャリスト・エスケイプ
ソウルシャリスト・エスケイプ（SOUL-CIALIST ESCAPE）は、1997年に結成された、ソウル・フラワー・ユニオンの中川敬のソロ・プロジェクト。

## 略歴
1997年、ソウル・フラワー・ユニオンは伊丹英子の耳の持病（音響性外傷）の悪化に伴い活動を一年間停止するが、その期間、中川敬はソロ・プロジェクトとしてソウルシャリスト・エスケイプを始動させた。
中心メンバーは、シカラムータの大熊ワタル、サム・ベネット。よって、この2人の人脈が活かされ、船戸博史、桜井芳樹、清水一登、千野秀一、関島岳郎、向島ゆり子、片山広明らがレコーディングに参加している。基本は、中川の歌の世界であるが、サム・ベネットのボーカル曲や、ビクトル・ハラのカバー、アルバート・アイラーの代表曲をメドレーにした「アイラー・チンドン」など、参加メンバーの個性が表された作風となっており、翌年に行なわれた全国ツアーでも参加メンバーを活かした雑多な楽曲が演奏された。
また、中川と大熊は、このレコーディングでドーナル・ラニーのバンドとも共演しており、唯一のアルバム『ロスト・ホームランド』に収録されている「満月の夕」は、イギリスのバースにあるピーター・ガブリエル所有の「リアル・ワールド・スタジオ」で録音された。この時の、ドーナル・ラニー・クールフィンとのレコーディング・セッションは、「ソウル・フラワー・ウィズ・ドーナル・ラニー・バンド」名義で『マージナル・ムーン』というミニ・アルバムとして、全曲が発表されている。

## ディスコグラフィ

### アルバム
- ロスト・ホームランド （1998年2月21日）
- マージナル・ムーン （1998年7月8日／※ソウル・フラワー・ウィズ・ドーナル・ラニー・バンド）

### シングル
- 短距離走者の孤独 （1997年12月12日）

## 書籍（オフィシャル）
- 国境を動揺させるロックンロール（ブルース・インターアクションズ／1998年）
- ラフミュージック宣言／大熊ワタル（インパクト出版会／2001年）
- 中川敬 語録 1986-2002（歌垣社／2003年）